# X-Games

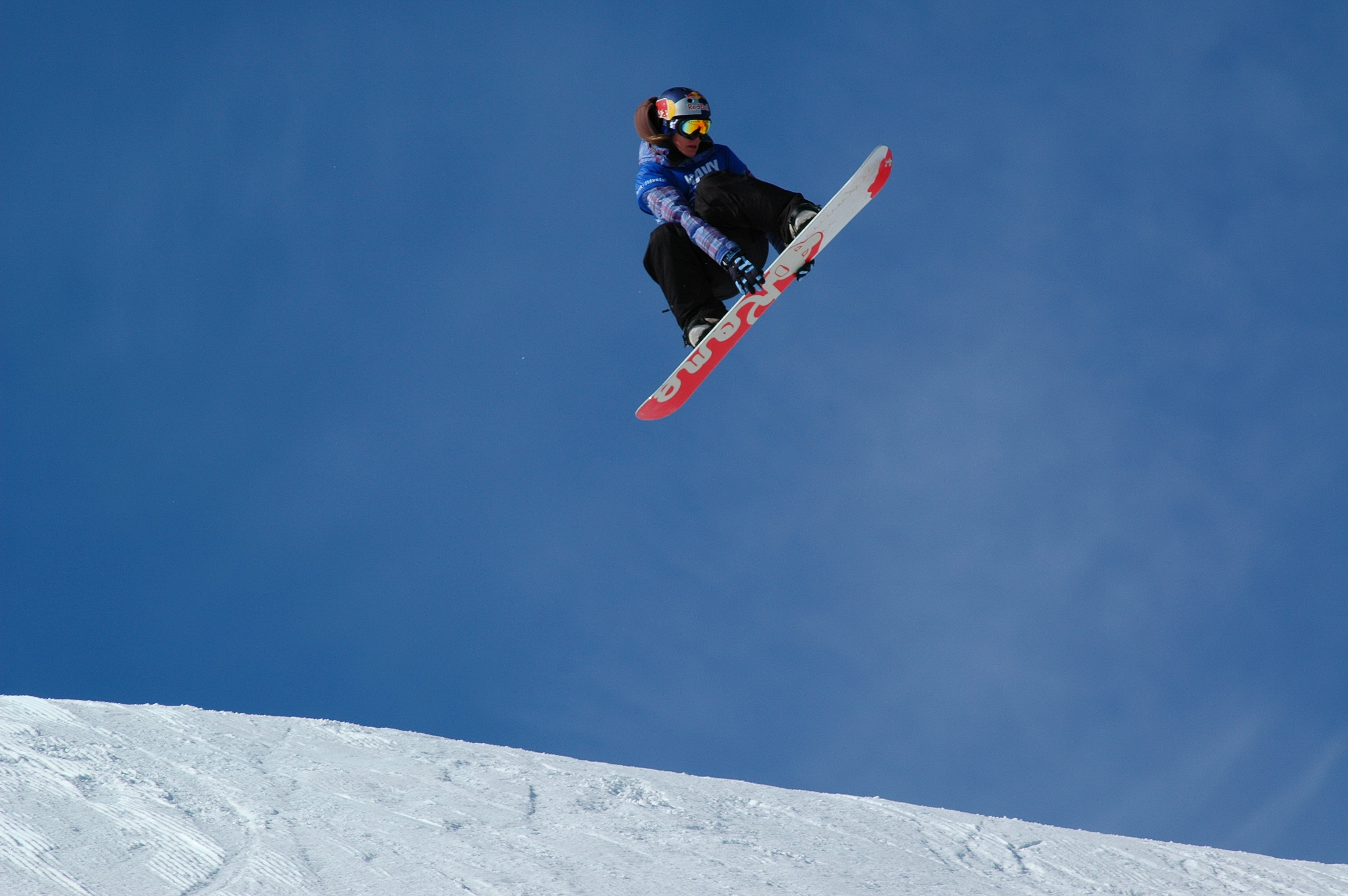
Marie-France Roy aus Quebec, Kanada, im Snowboard Slopestyle Women’s Final Event bei den Winter-X-Games in Aspen, 27. Januar 2007, wo sie den fünften Platz belegte

Die X-Games sind eine Extremsportveranstaltung. Es ist die größte und wichtigste ihrer Art. Die X-Games wurden von Entertainment and Sports Programming Network (ESPN), einem amerikanischen Sportsender, erstmals 1995 veranstaltet und werden seitdem jährlich in verschiedenen Städten der USA ausgetragen. Die X-Games sind in Sommer- und Winterwettkämpfe unterteilt. Die Winter-X-Games finden meist im Januar oder Februar, die Summer-X-Games meist im Juli oder August statt.
Von 2010 bis 2013 fanden X-Games unter dem Begriff Global X Games erstmals auch außerhalb der Vereinigten Staaten statt. Austragungsorte für die Winterwettbewerbe waren Aspen und Tignes, für die Sommerwettbewerbe Foz do Iguaçu in Brasilien, Barcelona, München und Los Angeles. Anfang Oktober 2013 teilte ESPN mit, aus finanziellen Gründen die internationalen Ableger außerhalb der USA einzustellen. Die Sommer-X-Games fanden von da an in Austin/Texas statt und die Winter-X-Games in Aspen. Die Olympiapark München GmbH, mit der Veranstaltungen für 2014 und 2015 vertraglich vereinbart waren, prüfte wegen der kurzfristigen Absage eine Schadenersatzklage.
Ab 2017 kam dann mit den Winter-X-Games in Norwegen wieder ein ständiger Austragungsort außerhalb der USA hinzu, und später fanden auch die Summer-X-Games erneut im Ausland statt, am 1. und 2. Juni 2019 in Shanghai. Aufgrund der COVID-19-Situation wurden die Summer-X-Games Minneapolis, die im Juli 2020 hätten stattfinden sollen, abgesagt, während die Winter-X-Games in Norwegen im März 2020 noch durchgeführt wurden.

## Summer-X-Games

Logo der X-Games

| Jahr | Nummer | Austragungsort                                           |
| ---- | ------ | -------------------------------------------------------- |
| 1995 | I      | Providence, Newport & Mount Snow                         |
| 1996 | II     | Providence & Newport                                     |
| 1997 | III    | San Diego                                                |
| 1998 | IV     | San Diego                                                |
| 1999 | V      | San Francisco                                            |
| 2000 | VI     | San Francisco                                            |
| 2001 | VII    | Philadelphia                                             |
| 2002 | VIII   | Philadelphia                                             |
| 2003 | IX     | Los Angeles                                              |
| 2004 | X      | Los Angeles                                              |
| 2005 | XI     | Los Angeles                                              |
| 2006 | XII    | Los Angeles                                              |
| 2007 | XIII   | Los Angeles                                              |
| 2008 | XIV    | Los Angeles                                              |
| 2009 | XV     | Los Angeles                                              |
| 2010 | XVI    | Los Angeles                                              |
| 2011 | XVII   | Los Angeles                                              |
| 2012 | XVIII  | Los Angeles                                              |
| 2013 | XIX    | Foz do Iguaçu, Barcelona, München, Los Angeles           |
| 2014 | XX     | Austin                                                   |
| 2015 | XXI    | Austin                                                   |
| 2016 | XXII   | Austin                                                   |
| 2017 | XXIII  | Minneapolis                                              |
| 2018 | XXIV   | Minneapolis                                              |
| 2018 |        | Sydney                                                   |
| 2019 |        | Minneapolis                                              |
| 2019 |        | Shanghai                                                 |
| 2020 |        | (Minneapolis), ausgefallen infolge der COVID-19-Pandemie |
| 2021 |        | Chiba                                                    |
| 2022 |        | Chiba (Frühling), Kalifornien (Sommer)                   |
| 2023 |        | Chiba (Frühling), Kalifornien (Sommer)                   |
| 2024 |        | Kalifornien                                              |
| 2024 |        | Salt Lake City                                           |

Wettbewerbe:
- BMX
- Freestyle Motocross
- Skateboard
- Rallycross
- Mountainbike (Slopestyle)
- Inlineskate bis 2004

## Winter-X-Games
| Jahr | Nummer | Austragungsort |
| ---- | ------ | -------------- |
| 1997 | I      | Big Bear Lake  |
| 1998 | II     | Crested Butte  |
| 1999 | III    | Crested Butte  |
| 2000 | IV     | Mount Snow     |
| 2001 | V      | Mount Snow     |
| 2002 | VI     | Aspen          |
| 2003 | VII    | Aspen          |
| 2004 | VIII   | Aspen          |
| 2005 | IX     | Aspen          |
| 2006 | X      | Aspen          |
| 2007 | XI     | Aspen          |
| 2008 | XII    | Aspen          |
| 2009 | XIII   | Aspen          |
| 2010 | XIV    | Aspen          |
| 2011 | XV     | Aspen          |
| 2012 | XVI    | Aspen          |
| 2013 | XVII   | Aspen          |
| 2014 | XVIII  | Aspen          |
| 2015 | XIX    | Aspen          |
| 2016 | XX     | Aspen          |
| 2017 | XXI    | Aspen          |
| 2017 |        | Norwegen       |
| 2018 | XXII   | Aspen          |
| 2018 |        | Norwegen       |
| 2019 | XXIII  | Aspen          |
| 2019 |        | Norwegen       |
| 2020 | XXIV   | Aspen          |
| 2020 |        | Norwegen       |
| 2021 | XXV    | Aspen          |

Wettbewerbe:
- Freestyle-Skiing
- Freestyle Motocross
- Snowboard
- Schneemobil
- E-Sport

Logo der Winter-X-Games

Beim Training für die Winter-X-Games 2012 stürzte die 29-jährige Ski-Freestylerin Sarah Burke in der Superpipe auf den Kopf und fiel ins Koma. Am 19. Januar 2012 erlag sie ihren Verletzungen.
Bei den Winter-X-Games 2013 kam der 25-jährige Caleb Moore zu Sturz, wobei er von seinem Snowmobil getroffen wurde. Nach dem Unfall war er in einem kritischen Zustand und erlag am 31. Januar 2013 seinen Verletzungen.

## X-Games
| Jahr | Nummer | Austragungsort |
| ---- | ------ | -------------- |
| 2016 | I      | Oslo           |
| 2017 | II     | Hafjell        |
| 2018 | III    | Oslo           |

Wettbewerbe:
- Freestyle-Skiing
- Snowboard
- Skateboard (2016, 2018)